# Большая поэзия
«Большая поэзия» — российский художественный фильм Александра Лунгина. Фильм стал первым, снятым сценаристом Александром Лунгиным в качестве единственного режиссёра (ранее он поставил фильм «Явление природы» совместно с Сергеем Осипьяном). Премьера фильма прошла на ХХХ кинофестивале «Кинотавр», где фильм получил призы за лучшую мужскую роль и режиссуру. Выход в широкий прокат состоялся 28 ноября 2019 года .

## Сюжет
Действие происходит в подмосковном городе. Два армейских друга, воевавших под Луганском, теперь работают инкассаторами в ЧОПе. Более замкнутый Виктор пишет стихи и ходит в поэтический кружок. Более активный Лёха считает себя рэпером и делает ставки на петушиных боях, однако обычно проигрывает. Однажды друзья сталкиваются с ограблением банка, в который они приехали; Виктору удаётся ранить одного из грабителей, который роняет одну из сумок с деньгами. За спасение части денег банк премирует Виктора суммой в 200 тысяч рублей, что вызывает зависть Лёхи. Он просит у Виктора часть денег и ставит на петушиных боях, но снова проигрывает.
В поэтическом кружке Виктор сближается с матерью-одиночкой Ольгой, воспитывающей сына. Руководитель кружка Кечаев приглашает Ольгу и Виктора на чтение стихов в клубе, где Виктор выступает со стихотворением «Лёха я или не Лёха», производящем большое впечатление на публику (позже становится известно, что это было стихотворение Лёхи). Виктора и Ольгу приглашают в Москву для записи подкаста с чтением стихов. Виктор берёт отпуск и уезжает. Лёху расстраивает то, что Виктор «выходит в люди», а у него по-прежнему нет перспектив, и он забирает оставшиеся деньги Виктора из шкафчика на работе и снова проигрывает всё на боях. В Москве Виктор, чувствуя, что он «просто клоун» для блогеров, вместо чтения стихов достаёт нож и вонзает себе в ладонь. Запись видеоролика с этой сценой получает сотни тысяч просмотров на ютьюбе, однако, вернувшись, Виктор узнаёт, что уволен из ЧОПа.
Тем временем Цыпин, начальник охраны банка, подговаривает Лёху ограбить инкассаторскую машину, которая на днях будет перевозить 50 миллионов рублей. Вернувшийся из Москвы Виктор примиряется с Лёхой и присоединяется к ограблению. Во время ограбления Виктор убивает начальника ЧОПа (Ротного), а второму охраннику разрешает убежать. Когда они передают деньги Цыпину, тот стреляет в Виктора, однако тому удаётся тоже ранить Цыпина. Раненый Цыпин, ещё до этого решивший уехать за границу с любовницей, едет со всеми деньгами на встречу с ней, однако теряет силы и застреливается. Лёха увозит смертельно раненого Виктора в городе, где они укрываются в строящемся доме. Из последних сил Виктор с оружием выходит к оцепившим их полицейским, и его расстреливают. Лёха сдаётся, и его арестовывают.

## В ролях
- Александр Кузнецов — Виктор
- Алексей Филимонов — Лёха
- Фёдор Лавров — Цыпин
- Евгений Сытый — Ротный
- Елена Махова — Ольга
- Севастьян Бугаев — Павлик
- Александр Топурия — Кечаев

## Награды
- Кинотавр 2019:
  - Приз за лучшую режиссуру — Александр Лунгин
  - Приз за лучшую мужскую роль — Александр Кузнецов
- Сахалинский международный кинофестиваль «Край света. Восток» 2019[3]:
  - Приз за лучшую мужскую роль — Александр Кузнецов и Алексей Филимонов
- Международный кинофестиваль стран АТР «Меридианы Тихого» 2019[4]:
  - Приз за лучшую режиссуру — Александр Лунгин